# Грушёвка (Херсонская область)
Грушёвка (укр. Грушівка) — посёлок в Скадовской городской общине Скадовского района Херсонской области Украины.
Население по переписи 2001 года составляло 245 человек. Почтовый индекс — 75743. Телефонный код — 5537. Код КОАТУУ — 6524784002.

## Местный совет
75743, Херсонская обл., Скадовский р-н, пос. Благодатное, ул. Терешковой, 57